# Janina Chmielowska
Janina Chmielowska (Sosnowiec, 29 de junio de 1954) es una periodista, informática, columnista, política y activista polaca. 

## Biografía
Nació en una familia con fuertes tradiciones patrióticas. 
Estudio en la Facultad de Automatización e Informática en Universidad Politécnica de Silesia en Gliwice. Trabajó como programadora en el Instituto de Sistemas de Control de Katowice.
En 1994 se unió a la Asociación de Periodistas Polacos. Desde 2002 a 2007 dio clases en la Universidad de Polonia en Częstochowa.
En 2018, recibió la Medalla del Grupo de Helsinki de Ucrania.
En 2019  fue galardonada  con la Insignia Honorífica Meritoria de la Cultura Polaca, otorgada por el ministro de Cultura y Patrimonio Nacional Piotr Gliński.
En 2021, recibió la Cruz Comendador con Estrella de la Orden Polonia Restituta.